# Jessica Monroe
Jessica Monroe (31 maggio 1966) è un'ex canottiera canadese.

## Palmarès

### Olimpiadi
- 3 medaglie:
  - 2 ori (Barcellona 1992 nel quattro senza; Barcellona 1992 nell'otto)
  - 1 argento (Atlanta 1996 nell'otto)